# Sankt Ibbs landskommun
Sankt Ibbs landskommun var fram till 1959 en kommun i dåvarande Malmöhus län. 

## Administrativ historik
Kommunen inrättades i Sankt Ibbs socken i Rönnebergs härad i Skåne när 1862 års kommunalförordningar trädde i kraft 1863. Den omfattade endast ön Ven. Trots sin ringa storlek påverkades kommunen inte av kommunreformen 1952, men gick 1959 upp i dåvarande Landskrona stad, sedan 1971 Landskrona kommun.
Kommunkoden 1952–1958 var 1211.

### Kyrklig tillhörighet
I kyrkligt hänseende tillhörde kommunen Sankt Ibbs församling.

## Geografi
Sankt Ibbs landskommun omfattade den 1 januari 1952 en areal av 7,52 km², varav 7,47 km² land.

## Politik

### Mandatfördelning i valen 1938-1954
| 9 | 8 |

| 17 |

| 9 | 8 |

| 17 |

| 9 | 8 |

| 17 |

| 7 | 10 |

| 17 |

| 9 | 8 |

| 17 |